# Zdrój
Zdrój [pronunciación en polaco: /zdrui̯/] (en alemán: Schöneberg) es un poblamiento en el distrito administrativo de Gmina Lelkowo, dentro del Distrito de Braniewo, Voivodato de Varmia y Masuria, en el norte de Polonia, cercano a la frontera con el Óblast de Kaliningrado de Rusia. Se encuentra aproximadamente 4 kilómetros al sur de Lelkowo, 29 kilómetros al este de Braniewo, y 60 kilómetros al norte del capital regional, Olsztyn.
Hasta 1945, el área era parte de Alemania (Prusia Oriental).